# La Chapelle-Bayvel

La Chapelle-Bayvel este o comună în departamentul Eure, Franța. În 1 ianuarie 2022 avea o populație de 383 de locuitori.